# 藤原岬
藤原 岬（ふじわら みさき、1980年1月24日 - ）は、日本のロックバンド・アカシアオルケスタのヴォーカリストで、フリーのラジオDJである。

## 来歴
大阪府出身。血液型O型。大阪音楽大学短期大学部ポピュラーヴォーカル科卒業。
1997年、高校生の時にテレビ東京系列のオーディションバラエティ番組『ASAYAN』「乱発オーディション」に参加し、最終選考まで残る。短期大学卒業後はシンガーソングライターとして活動し、インディーズでシングル3枚、ミニアルバム2枚をリリース。また関西のライブハウスやカフェなどで様々なジャンルを歌う中で、いつしか自分の目指すべき音楽に出会う。
2007年3月14日の心斎橋club jungleでのライブを最後にソロ活動を終了後、同年6月にアカシアオルケスタを結成。
その一方で、ソロ活動時よりラジオ番組のレギュラーを担当しており、2008年4月からはKiss FM KOBEでサウンドクルーを務めている。

## 人物
- 年代など問わず、岬ちゃんと呼ばれ親しまれている[3][4]。
- 趣味は保湿、特技はずっと食べ続けられること[5]。
- 2025年8月2日、京セラドーム大阪、オリックス・バファローズ対日本ハムファイターズの公式戦、試合前セレモニーで国歌独唱を行った[6]。

## 出演
バンドとしての出演はアカシアオルケスタを参照。

### 現在

#### ラジオ
- Kiss MUSIC PRESENTER 月曜日・火曜日担当（Kiss FM KOBE、2008年4月 -[7]）
- Saturday Junction　Kiss FM KOBE担当（α-STATION・FM大阪・Kiss FM KOBE、2021年4月 - ）京都・大阪・神戸が週替わりで担当。

#### VJ
- ラジカルビデオジョッキー（道頓堀・トンボリステーション）

### 過去

#### ラジオ
- MUSIC SHOWER（ラジオ大阪）
- KOBE MUSIC COMPANY（ラジオ関西）
- BRANDNEW KOBE 水曜日・木曜日担当（Kiss-FM KOBE、2009年1月 - 2009年7月）
- BRANDNEW KOBE FRIDAY（Kiss-FM KOBE、2009年9月 - 2010年9月）

#### 舞台
- 百姓一揆 Presents「霜月物語」（2009年11月28日・一心寺シアター倶楽）

## ディスコグラフィー

### シングル
1. Take my love（MSSC-01240、2003年9月3日）
  1. Take My Love
  2. Last Smile
2. one（MS-0402311、2004年2月23日）
  1. one
  2. clover
  3. clover(Instrumental)
3. あたしのアカシ（MFKM-0002、2006年3月11日）
  1. あたしのアカシ
  2. more than friends
  3. Lovin' you

### ミニアルバム
1. misaki（MSSC-00124、2003年9月3日）
  1. もっともっと…
  2. I believe
  3. 夏の日
  4. one day
  5. Shine
  6. a ri ga to
2. paper moon（DAKMS050-20212、2005年2月14日）
  1. paper moon
  2. soul mate
  3. 一秒
  4. good-bye
  5. ヨワムシ
  6. you'll be sorry
  7. LOVE GIRL